# District de Kamo (Shizuoka)
Pour les articles homonymes, voir District de Kamo.
Le district de Kamo (賀茂郡, Kamo-gun) est un district de la préfecture de Shizuoka, au Japon.

## Géographie

### Démographie
Lors du recensement national de 2000, la population du district de Kamo était de 54 599 habitants répartis sur une superficie de 480 km2.

### Divisions administratives
Le district de Kamo est composé de cinq bourgs.
- Higashiizu
- Kawazu
- Matsuzaki
- Minamiizu
- Nishiizu